# Roy Raymond
Roy Raymond (1947. április 15. – 1993. augusztus 26.) amerikai üzletember, a Victoria’s Secret fehérneműcég alapítója.

## Életpályája
1977-ben alapította a Victoria's Secret  nevű fehérneműkkel foglalkozó vállalatot. Első üzletét a kaliforniai Palo Altóban, a Stanford bevásárlóközpontban nyitotta. A cégalapításhoz 40 ezer dollár banki hitelt vett föl, míg további 40 ezer dollárt kért kölcsön rokonaitól. A cég már az első évben 500 ezer dolláros hasznot hozott, és gyorsan terjeszkedett. Saját katalógusa lett, és rövid időn belül három új üzlete nyílt. 
1982-ben, öt év működés után Raymond eladta a Victoria Secretet, mely akkor már hat üzlettel és egy 42 oldalas katalógussal bírt. Leslie Wexner, a The Limited alapítója vette meg négymillió dollárért. A 90-es évek elejére a Victoria Secret értéke már egymilliárd dollár volt. 
Raymond 1984-ben létrehozta a My Destiny Child nevű vállalatot, amely 1986-ban csődbe ment. 
1993. augusztus 26-án leugrott a Golden Gate hídról. Negyvenhat éves volt.

## Emlékezete
Sikerének, valamint tragikus halálának története elhangzik a Social Network – A közösségi háló című filmben.